# Landeskirchliche Gemeinschaft

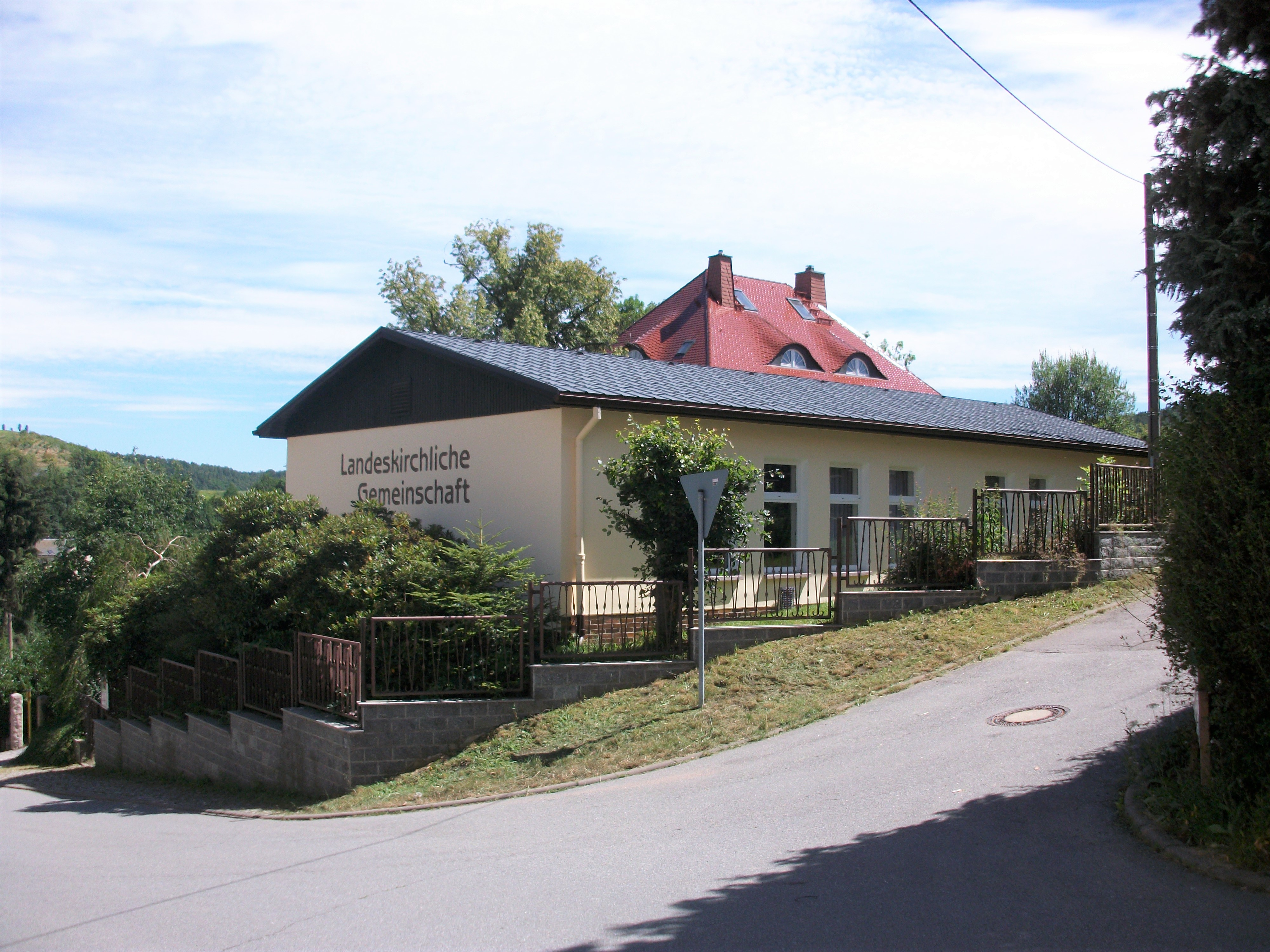
Haus der Landeskirchlichen Gemeinschaft in Niederschlema

Die Landeskirchlichen Gemeinschaften (LKG) sind der Gemeinschaftsbewegung angehörende, organisatorisch selbständige Gruppen innerhalb der evangelischen Landeskirchen mit dem Status freier Werke. Sie sind in regionalen und überregionalen Gemeinschaftsverbänden organisiert, die sich im Evangelischen Gnadauer Gemeinschaftsverband zusammengeschlossen haben. Die Gemeinschaftsverbände und auch die einzelnen Gemeinschaften sind finanziell von den Landeskirchen unabhängig.
Seit Ende des 19. Jahrhunderts entstanden in Deutschland zahlreiche Landeskirchliche Gemeinschaften. Die erste Gemeinschaft wurde in Augsburg durch den Fabrikbesitzer Ernest Mehl gegründet.
Die meisten Landeskirchlichen Gemeinschaften haben die Rechtsform eines eingetragenen Vereins und finanzieren sich über Spenden. Sie werden üblicherweise von einem gewählten Vorstand geleitet. Viele Gemeinschaften stellen einen hauptamtlichen Prediger oder Gemeinschaftspastor an. Neben Gottesdiensten, die häufig bewusst zu anderen Zeiten als in den örtlichen Landeskirchen stattfinden, liegt der Schwerpunkt der Arbeit auf Gruppenstunden mit Bibelarbeit und Gebet.